# ATU-R

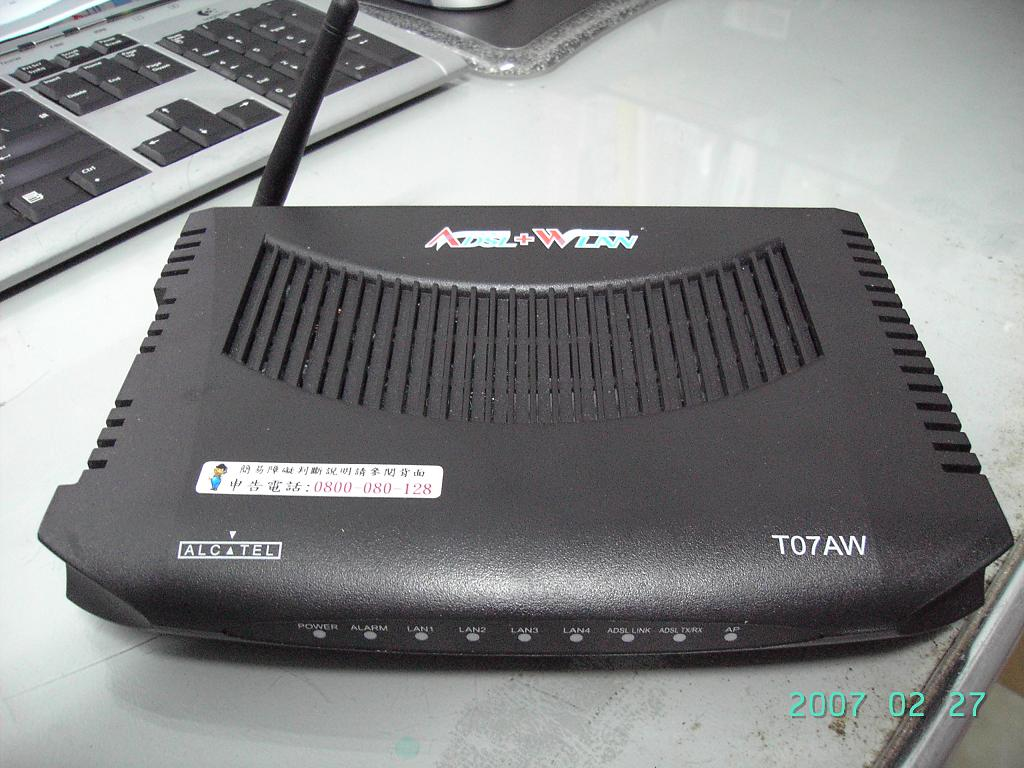
中華電信採用的ATU-R（ADSL數據機）

ATU-R（ADSL Transceiver Unit Remote；digital subscriber line (DSL) modem），又稱非對稱數位用戶迴路遠端終止單元，是ADSL線路當中，放在用戶端的設備，用以連接寬頻上網，為「ADSL數據機」的正式名稱，早期使用的數據機多為CISCO677(或CISCO676)，因外型神似烏龜殼，故俗稱“小烏龜”。
目前台灣使用的ATU-R，除了內建ADSL數據機功能，也具備部份路由器的功能，可以是外置式或內置插卡式。而ATU-R的主要工作，是與局端的ATU-C（ADSL Transceiver Unit Central）作搭配，因此不同區域，因為局端的ATU-C設備不一樣，很有可能所用的ATU-R也不相同。

## ADSL 燈號意義
ADSL數據機的燈號由左至右分別是：

- [POWER]：ADSL數據機電源指示燈，開機時是綠色亮起的。
- [ALARM]：故障警告指示燈，在初始開機或故障時會亮起紅燈，正常運作時應熄滅。
- [ADSL LINK]：外部線路連接，綠色燈號亮起代表已成功連線至ISP機房。
- [ADSL TX/RX]：網路資料傳輸。 
閃爍: ADSL網路有資料正在傳輸。
- [LAN 1-4]：內部網路連接，燈號亮起代表已成功連線至網路卡(區域網路)。 
閃爍: 有資料正在傳輸。
- [AP]：若有啟動無線網路功能,綠色燈號亮起。
閃爍: 有資料正在傳輸。